# Şirinköy, Çatalpınar
Şirinköy là một xã thuộc huyện Çatalpınar, tỉnh Ordu, Thổ Nhĩ Kỳ. Dân số thời điểm năm 2010 là 496 người.